# Šalka vas
Šalka vas je naselje u slovenskoj Općini Kočevju. Šalka vas se nalazi u pokrajini Dolenjskoj i statističkoj regiji Jugoistočnoj Sloveniji. 

## Stanovništvo
Prema popisu stanovništva iz 2002. godine naselje je imalo 674 stanovnika.